# Theo Barten
Theo Barten (Boxtel, 4 mei 1948) is een Nederlands grafisch ontwerper en illustrator.

## Biografie

### Jeugd en opleiding
Barten groeide op in Boxtel. Hij werd opgeleid aan de Academie St. Joost in Breda

### Loopbaan
Barten begon in 1970 als huisstijl-ontwerper bij CHV in Veghel. Hierna ging hij werken bij  uitgeverij Malmberg als vormgever van boeken. Opdrachten in de reclame werden geleverd door het agency Art Box. In 1984 maakte hij samen met Frans Lasès de lp-hoes van Kinderen voor Kinderen. Hij won in 2000 de Infographic Jaarprijs. Vanaf de jaren negentig is hij actief als illustrator en maakte hij infographics. Ook is hij medeoprichter van uitgeverij NARWAL, die fotoboeken maakte over het hergebruik van legervoertuigen uit de Tweede Wereldoorlog. In 2023-2025 maakte hij twee boeken over 'Architecture wih a Twist, tekst plus beeld in de Klare Lijn.
- International Standard Name Identifier: 0000 0003 9302 0491
- Nationale Bibliotheek van Tsjechië: ntk20211099277
- Nederlandse Thesaurus van Auteursnamen: 329926160
- RKD-Nederlands Instituut voor Kunstgeschiedenis: 4726
- Virtual International Authority File: 287169140